# Stanisław Malinowski (adwokat)
Stanisław Malinowski (ur. 14 stycznia 1904, stracony 12 czerwca 1941 w Palmirach) – polski adwokat.

## Życiorys
Urodził się 14 stycznia 1904 w rodzinie Wincentego i Antoniny.
4 stycznia 1940 lub 1941 został aresztowany razem z żoną Anną za działalność polityczną w ZWZ i redagowanie gazetki „Polska Żyje” i osadzony na Pawiaku.